# Hal Clement
Harry Clement Stubbs (Somerville, Massachusetts, 30 mei, 1922 - Milton, Massachusetts, 29 oktober 2003), bekend onder het pseudoniem Hal Clement, was een Amerikaans sciencefictionschrijver, een leider van het subgenre harde sciencefiction.
Clement studeerde astronomie aan de Harvard-universiteit. Tijdens zijn studie publiceerde hij zijn eerste verhaal Proof, in 1942 in het tijdschrift Astounding Science Fiction. 
Hij was piloot in de Tweede Wereldoorlog en vloog 35 gevechtsmissies in Europa.  Hij behaalde de rang van kolonel in de Army Air Corps Reserve. Clement doceerde jarenlang scheikunde aan de Milton Academy in Milton, Massachusetts. 
Clement ontving in 1998 erkenning van de Science Fiction and Fantasy Writers of America (SFWA) met de Nebula Grand Master Award. In 1996 kreeg zijn kort verhaal Uncommon Sense retroactief de Hugo Award voor 1946.